# Peruviaanse algemene verkiezingen 1995
De Peruviaanse algemene verkiezingen in 1995 vonden plaats op 9 april. Tijdens deze verkiezingen werden een nieuwe president, een nieuw parlement en twee vicepresidenten gekozen. 
Zittend president van Peru, Alberto Fujimori, won 64% van de stemmen, terwijl zijn partij Verandering 90 de meerderheid behaalde in het Peruviaanse congres. Als vicepresidenten van Peru werden Ricardo Márquez Flores en César Paredes Canto gekozen.

## Uitslag

### Presidentsverkiezingen
Hieronder volgt een overzicht van kandidaten die meer dan 1% van de stemmen behaalden:
| Alberto Fujimori               | Verandering 90                                 | 4.645.279  | 64,3 |
| Javier Pérez de Cuéllar        | Unie voor Peru                                 | 1.555.623  | 21,5 |
| Mercedes Cabanillas Bustamante | Amerikaanse Populaire Revolutionaire Alliantie | 297.327    | 4,1  |
| Alejandro Toledo Manrique      | Mogelijk Land                                  | 234.946    | 3,3  |
| Ricardo Belmost                | OBRAS                                          | 175.042    | 2,4  |
| Raúl Diez Canseco              | Actie van het Volk                             | 121.872    | 1,7  |
| Ongeldige stemmen              | Ongeldige stemmen                              | 1.576.708  | -    |
| Totaal                         | Totaal                                         | 8.803.049  | 100  |
| Geregistreerde kiezers         | Geregistreerde kiezers                         | 11.974.396 | 73,5 |

### Congresverkiezingen
Hieronder volgt een overzicht van partijen en allianties die meer dan 1% van de stemmen behaalden:
| Alliantie/partij                                                  | Stemmen    | %    | Zetels | +/-   |
| ----------------------------------------------------------------- | ---------- | ---- | ------ | ----- |
| Verandering 90                                                    | 2.193.724  | 51,1 | 67     | +35   |
| Unie voor Peru                                                    | 584.099    | 13,6 | 17     | Nieuw |
| Amerikaanse Populaire Revolutionaire Alliantie                    | 274.263    | 6,4  | 8      | -45   |
| Onafhankelijk Moralisatiefront (Frente Independiente Moralizador) | 205.117    | 4,8  | 6      | -1    |
| Mogelijk Land                                                     | 175.693    | 4,1  | 5      | Nieuw |
| Actie van het Volk                                                | 142.638    | 3,3  | 4      | -22   |
| Christelijke Volkspartij                                          | 127.277    | 3,0  | 3      | -22   |
| Vernieuwingsbeweging                                              | 123.969    | 2,9  | 3      | Nieuw |
| OBRAS                                                             | 80.918     | 1,9  | 2      | Nieuw |
| Verenigd Links                                                    | 80.078     | 1,9  | 2      | -14   |
| Agrarisch Volksfront van Peru                                     | 46.102     | 1,1  | 1      | +1    |
| Nationaal Front van Arbeiders en Boeren                           | 46.027     | 1,1  | 1      | -2    |
| Ongeldige stemmen                                                 | 3.671.464  | -    | -      | -     |
| Totaal                                                            | 7.961.114  | 100  | 120    | -60   |
| Geregistreerde kiezers                                            | 11.865.283 | 67,1 | -      | -     |